# Xã Trowbridge, Michigan
Xã Trowbridge (tiếng Anh: Trowbridge Township) là một xã thuộc quận Allegan, tiểu bang Michigan, Hoa Kỳ. Năm 2010, dân số của xã này là 2.502 người.